# Liodrosophila basisternata
Liodrosophila basisternata är en tvåvingeart som beskrevs av Toyohi Okada 1992. Liodrosophila basisternata ingår i släktet Liodrosophila och familjen daggflugor. Inga underarter finns listade i Catalogue of Life.